# Jürg Weiss

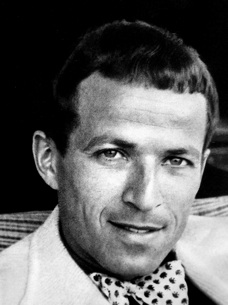
Jürg Weiss

Jürg Weiss (* 1910 in Basel; † 20. Juli 1941 am Strahlegghorn im Berner Oberland) war ein Schweizer Schriftsteller und Bergsteiger. 

## Leben
Weiss war gelernter Kaufmann, Primarlehrer und Publizist in Basel, passionierter Bergsteiger, intellektueller Kopf des Elite-Bergsteigerclubs West-Alpen-Club (W.A.C.) und Mitglied der Sektion Basel des Schweizer Alpen-Clubs. Mit Hans Frei gelang ihm am 27./28. Juli 1935 die Erstbegehung des «Bügeleisens» an den Pizzi Gemelli im Bergell.
Im Sommer 1941 stürzte er im Abstieg vom Strahlegghorn zu Tode.
Postum erschien eine Sammlung seiner Erzählungen und Essays unter dem Titel «Klippen und Klüfte». Der Publizist und Redaktor der Basler National-Zeitung Fritz René Allemann schreibt darüber: «Jürg Weiss war ein Analytiker des Bergsteigens, ein Zergliederer von Gefühlen und Stimmungen, ein scharfer Beobachter seelischer Reaktionen – mit einem Wort: ein Psychologe auch als Alpinist».

## Werke
- Zwei Klettereien im Forno: Hans Frei zum Gedächtnis. Stämpfli, Bern 1937. Aus: Die Alpen. 8/1937.
- Klippen und Klüfte. Orell Füssli, Zürich 1942.
- Oskar Hug, Jürg Weiss (Hrsg.): Bergkameraden. Mitglieder des W.A.C. erzählen. Orell Füssli, Zürich 1939.